# Michel Qissi
Michel Qissi, né Mohamed Qissi, est un acteur, réalisateur, scénariste et cascadeur maroco-belge, né le 12 septembre 1962 à Oujda au Maroc.

## Biographie
En 1964, Mohamed et son frère Abdel suivent leur père dans une banlieue parisienne. Les deux frères découvrent Bruxelles quelques mois plus tard grâce à leur père qui leur a trouvé un logement et une école à Ixelles.
Mohamed Qissi commence la boxe à l'âge de sept ans. En 1975, son frère Abdel Qissi rencontre Jean-Claude Van Damme, qui suit les cours de karaté de Claude Goetz au rez-de-chaussée du club. Tous deux deviennent des amis inséparables. Encore adolescent, il pratique la boxe à un niveau professionnel et, en 1979, remporte la demi-finale du championnat de Belgique.
En 1982 Mohamed Qissi rejoint les États-Unis avec Jean-Claude Van Damme pour y tenter une carrière d'acteur. Ils y passent quatre premières années difficiles. Qissi raconte dans un entretien avec Karaté Bushido qu'il convainc un Van Damme, désespéré, de rester : « Soit on réussit, soit on crève ici ». Ils obtiennent leurs premiers rôles de figurants en 1984, dans Break Street 84 (Breakin’s). Qissi prend alors le nom d'acteur de Michel Qissi, sous lequel il est crédité de ses apparitions à l'écran jusqu'à la fin de sa carrière américaine, au début des années 1990.
Après une rencontre avec Menahem Golan de Cannon Films (Cannon Group), Mohamed Qissi est engagé comme chorégraphe martial dans le film Bloodsport et joue un petit rôle, avant de décrocher son rôle le plus fameux, le méchant Tong Po dans Kickboxer. Pour Kickboxer (1989) Mohamed Qissi est là encore d’abord chorégraphe de combats. Il propose à la production d'engager des acteurs et se propose comme combattant muay-thaï ; après avoir selon lui vexé l'acteur initialement prévu au cours d'une démonstration, il se porte candidat pour le rôle de Tong Po, le méchant principal du film, et la production l'engage. L'acteur est alors grimé, transformé, si bien qu'une partie de l'équipe ne le reconnaît pas. Ce rôle dans Kickboxer vaut à Mohamed Qissi une certaine reconnaissance.
On le retrouve par la suite dans Full contact (Lionheart, 1990) dans lequel il joue un légionnaire. Mohamed Qissi est également chorégraphe de combats sur ce film.  Il reprend ensuite son rôle de Tong Po pour Kickboxer 2 : Le Successeur (Kickboxer 2: The road Back, 1991). Mohamed Qissi revient en Belgique, où il participe à des projets sociaux destinés à la jeunesse défavorisée de la Région de Bruxelles-Capitale,. La RTBF diffuse en 2001 un documentaire intitulé Baroud, qui raconte son histoire.
En 2002, il retourne au Maroc, son pays natal. Utilisant à nouveau son prénom de naissance, Mohamed, il s'engage dans des projets sportifs à destination des jeunes, et travaille pour le cinéma marocain. En 2012, il tient l'un des rôles du film Un Marocain à Paris, une comédie réalisée par Saïd Naciri.
En 2016 il interprète un prisonnier dans Kickboxer: Vengeance, remake du premier film.

## Filmographie

### Acteur

#### Cinéma
- 1984 : Break Street 84 de Joel Silberg : un passant (non crédité)
- 1988 : Bloodsport de Newt Arnold : Suan Paredes
- 1989 : Kickboxer de Mark DiSalle : Tong Po
- 1990 : Full Contact de Sheldon Lettich : Moustafa
- 1991 : Bloodmatch de Albert Pyun : Davey O'Brien
- 1991 : Kickboxer 2 : Le Successeur de Albert Pyun : Tong Po
- 1993 : To the Death de Darrell Roodt : Denard
- 1993 : Terminator Woman de Mohamed Qissi : Alex Gatelee
- 1993 : Extrême Force de Mohamed Qissi : Kong Li
- 1993 : The Falkland Man de Paul Schultz : De Fuego
- 2009 : Vengeance de Brahim Chkiri
- 2010 : Road to Kabul de Brahim Chkiri : le  général
- 2010 : La Ligne rouge de Brahim Chkiri
- 2012 : Un Marocain à Paris de Saïd Naciri : Atila
- 2016 : Kickboxer: Vengeance de John Stockwell : un prisonnier
- 2024 : The Last Kumite : Wolf

#### Télévision
- 2011 : Now and Forever de Brahim Chkiri
- 2011 : Le Chien fou de Benjamin Pallier : Sammy

### Réalisateur
- 1993 : Terminator Woman
- 2001 : Extrême Force

### Scénariste
- 2001 : Extrême Force